# Pochi dollari per Django
Pochi dollari per Django è un film del 1966 diretto da León Klimovsky.

## Trama
Django è un cacciatore di taglie sulle tracce di Trevor Norton, il rapinatore che ha svaligiato la banca di Abilene. Al suo arrivo a Rockstar viene scambiato per il nuovo sceriffo e lui non fa nulla per dimostrare il contrario. A Rockstar s'innamora anche di Sally, che però è la figlia dell'uomo che lui dovrebbe uccidere.

## Produzione
In base alle parole di Enzo Castellari, pur non essendo accreditato nei titoli di testa, egli ha diretto la quasi totalità delle scene del film 